# Côn Đảo
Le isole Côn Đảo sono un arcipelago di 16 isole e isolette del Mar Cinese Meridionale. Appartengono alla provincia di Ba Ria-Vung Tau, Vietnam meridionale e si trovano 185 km a sud di Vũng Tàu, il capoluogo della provincia. Vi si trova il Parco nazionale di Con Dao, istituito nel 1984, che ospita diverse specie marine protette, soprattutto tartarughe.
Si tratta di una popolare destinazione turistica, servita dall'aeroporto di Côn Đảo, che garantisce connessioni aeree con la città di Ho Chi Minh e Hanoi.
L'isola principale di Côn Sơn è di gran lunga la più estesa e il governo coloniale francese vi costruì nel 1861 il carcere di Phu Hai per rinchiudervi prigionieri politici vietnamiti, che fu utilizzato successivamente anche durante la guerra del Vietnam.